# ۷۳۴ (میلادی)
۷۳۴ (میلادی) هفتصد و سی و چهارمین سال تقویم میلادی است.

## درگذشتگان
‎